# Anarquismo y educación
La pedagogía en el anarquismo se refiere a una serie de planteamientos propuestos sobre pedagogía hecha por determinados sectores del anarquismo. Representa usualmente la parte educacional del mismo (partidaria de un cambio político y social evolucionario, que desembocaría en un cambio revolucionario). Los puntos en común de estas propuestas se relacionan con conseguir un método de aprendizaje en el que la persona pueda desarrollar sus aptitudes libremente, sin autoridad impuesta. Para un pedagogo como Sébastien Faure, «los niños no pertenecen ni a Dios, ni al Estado, ni a su familia, solo a ellos mismos». 
Famosos pedagogos y escritores tales como Francisco Ferrer Guardia, Ricardo Mella y León Tolstói escribieron sobre este tema, poniendo en práctica diversas experiencias escolares como la Escuela Moderna de Barcelona a comienzos del siglo XX, La Ruche promovida por Sébastien Faure, la escuela racionalista de José Sánchez Rosa en Andalucía, o las escuelas para obreros de los ateneos populares anarcosindicalistas en la España del primer tercio del siglo XX (llamados ateneos libertarios). En los Estados Unidos surgió entre 1910 y 1960 un movimiento de escuelas modernas inspirado en la obra de Ferrer. 

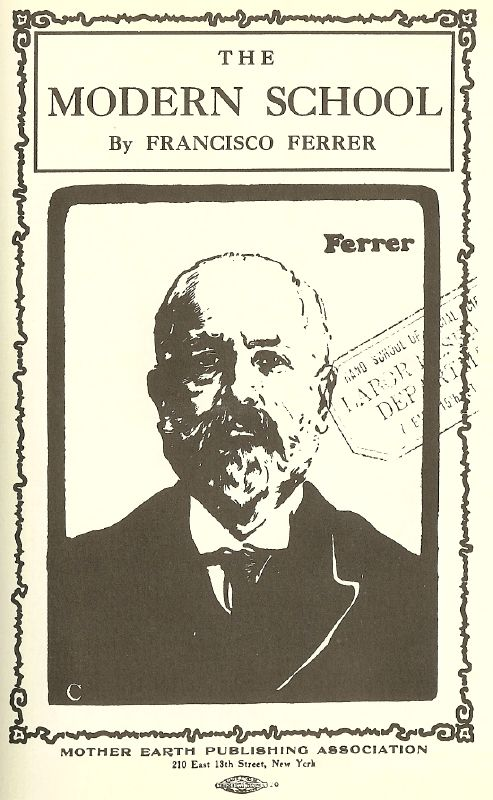
The Modern School, de Francisco Ferrer, traducido por Voltairine de Cleyre en 1909.

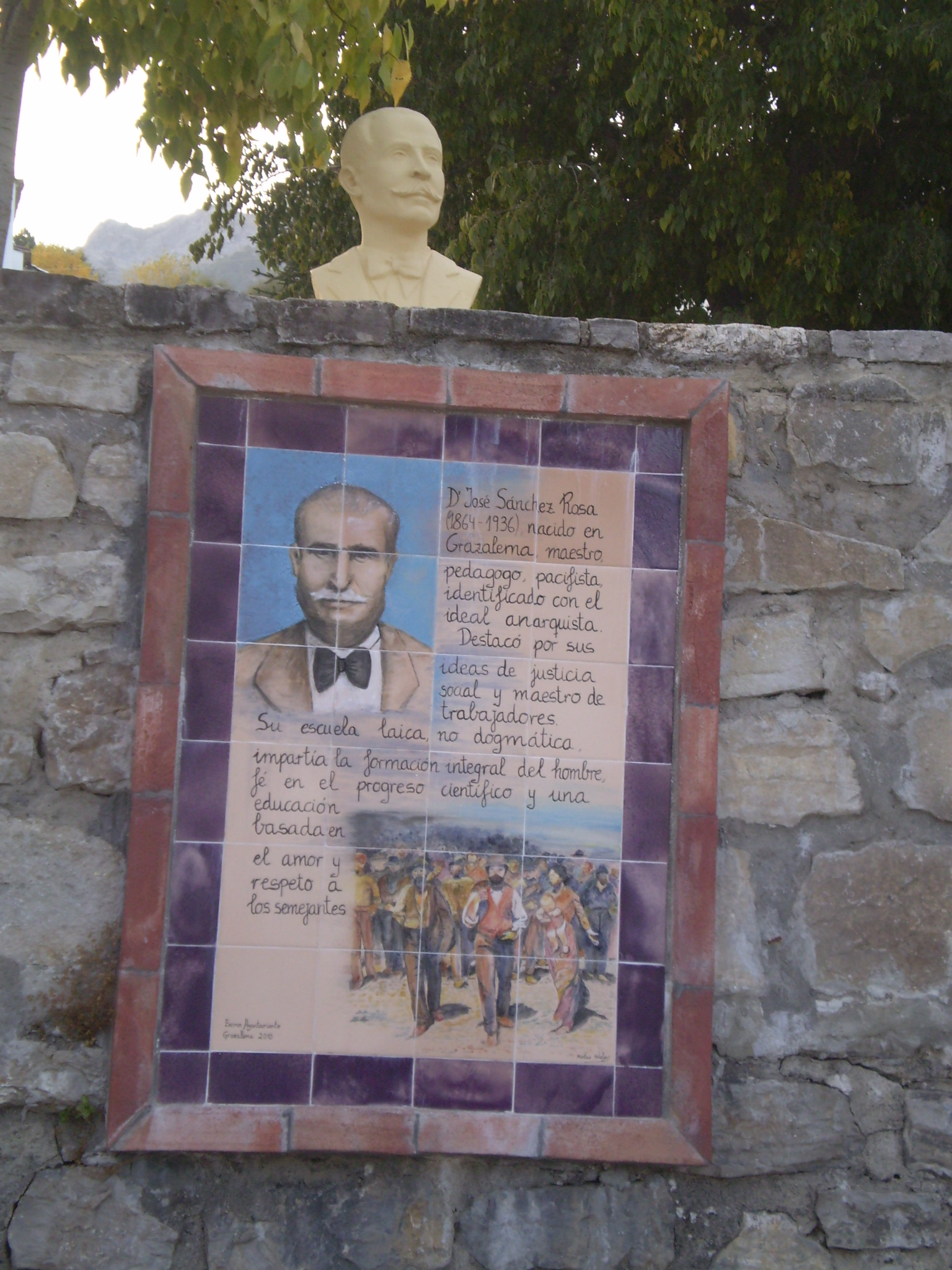
Busto de José Sánchez Rosa, maestro anarquista, en Grazalema.

Pensadores de la corriente humanista (Emmanuel Mounier, Bertrand Russell), del campo de la psicología (Erich Fromm) y de la pedagogía (Célestin Freinet, Ivan Illich o Rudolf Steiner) han retroalimentado las ideas de una pedagogía de corte anarquista. Más recientemente, pensadores de variadas formas de anarquismo han planteado reformas educativas en torno a conceptos tan distintos como la desescolarización de Iván Illich, la pedagogía Waldorf de Rudolf Steiner, la Pedagogía Activa No Directiva o la educación en el hogar promovida por asociaciones de padres de familia.
En la actualidad, existen experiencias que, aunque difieren en parte unas de otras, inspiran ideas anarquistas sobre la pedagogía. Por ejemplo, la Escuela Summerhill, creada por Alexander Sutherland Neill en Reino Unido y famosa por la total libertad que concede a sus alumnos. Ésta lleva funcionando más de veinte años. Otro ejemplo significativo es la escuela Paideia, cuya pedagoga Josefa Martín Luengo fundó en 1978, en Mérida (Badajoz, España), y que hoy en día sigue siendo un referente de la educación libertaria en todo el estado español, siendo la herencia directa de la Escuela Moderna.